# 굵은체
굵은체는 세리프형의 비트맵 글꼴 중 하나로, 모양이 마치 명조체와 비슷하며 깔끔하고 가독성이 높아 한글을 사용하는 도스 기반의 수많은 응용 소프트웨어에서 사용되었다. 특히, 이야기에서 많이 사용되었기 때문에 ‘이야기체’라는 별칭이 있다.

## 굵은체가 사용된 소프트웨어들
- 이야기

## 비슷한 글꼴
- 도스 기반의 한/글을 포함한 여러 소프트웨어에 사용된 명조체가 굵은체와 약간 비슷하다.
- 한메소프트에서 제작한 도스 기반의 한메타자교사에 사용된 글꼴도 굵은체와 비슷하다.

## 같이 보기
- 둥근모꼴